# Yunus-Nadi-Preis
Der Yunus-Nadi-Preis (türkisch: Yunus Nadi Ödülleri) ist ein seit 1946 vergebener Literaturpreis in der Türkei. Er ist der älteste noch stattfindende Literaturwettbewerb des Landes. Benannt ist er nach dem türkischen Journalisten Yunus Nadi Abalıoğlu (1879–1945).
Der Preis wurde im Verlauf der Jahre in verschiedenen Sparten vergeben.

## Preisträger
| Jahr | Roman                                                                     | Erzählband                                                                | Lyrik | Karikatur                                                          | Sozialwissenschaftliche Studien | Fotografie                        | Drehbuch                                                           |
| ---- | ------------------------------------------------------------------------- | ------------------------------------------------------------------------- | --- | ------------------------------------------------------------------ | --- | --------------------------------- | ------------------------------------------------------------------ |
| 1953 | *                                                                         | *                                                                         | * | Orhan Doğu                                                         | * | *                                 | *                                                                  |
| 1958 | Fakir Baykurt Yılanların Öcü (Die Rache der Schlangen)                    | *                                                                         | * | *                                                                  | * | *                                 | *                                                                  |
| 1968 | Kemal Tahir Yorgun Savaşçı                                                | *                                                                         | * | *                                                                  | * | *                                 | *                                                                  |
| 1974 | Attilâ İlhan Sırtlan Payı                                                 | *                                                                         | * | *                                                                  | * | *                                 | *                                                                  |
| 1988 | Emel Ebcioğlu Kuzey Işıkları                                              | *                                                                         | * | *                                                                  | * | *                                 | *                                                                  |
| 1989 | Yılmaz Karakoyunlu Salkım Hanımın Taneleri                                | Ayfer Tunç Saklı                                                          | Yunus Koray Karşı Kitap | *                                                                  | * | *                                 | *                                                                  |
| 1990 | Tarık Dursun Ağaçlar Gibi Ayakta                                          | Hulki Aktunç Bir Yer Göstericinin Hayatı                                  | Güven Turan Düş Günler | *                                                                  | * | *                                 | *                                                                  |
| 1991 | İnci Aral Ölü Erkek Kuşlar                                                | *                                                                         | Kemal Özer İnsan Yüzünün Tarihinden Bir Cümle Güven Turan Bir Albümde Dört Mevsim                                              | *                                                                  | Gönül Tankut Bir Başkentin İmarı Ankara: (1929-1939) | *                                 | Ali Ulvi Hünkar Karşılıksız Aşkların Mitolojisi                    |
| 1992 | Oya Baydar Kedi Mektupları Ahmet Yurdakul Korsanın Seyir Defteri          | Cihat Burak Cardonlar                                                     | Ahmet Erhan Deniz Unutma Ahmet Ada Vakit Yok Hüzünlenmeye                                                                      | *                                                                  | * | *                                 | Cemal Şan Herşey Yolunda                                           |
| 1993 | Hasan Ali Toptaş Gölgesizler (Die Schattenlosen)                          | Şebnem İşigüzel Hanene Ay Doğacak                                         | Hüseyin Yurttaş Kirli Tarih Ahmet Özer Aşklar Yedeğinde Ömrümüzün Nurullah Can Kadınlar Geceleri Sever Geceleri Güzel Bakarlar | *                                                                  | * | *                                 | *                                                                  |
| 1994 | Necati Cumalı Viran Dağlar (Des Balkans letzter Bey)                      | Muzaffer Buyrukçu Yüzün Yarısı Gece                                       | Hüseyin Ferhat ? | *                                                                  | * | *                                 | Nihal Geyran Koldaş Ebruli İstanbul                                |
| 1995 | Mahir Öztaş Soğuma                                                        | Ayşe Kilimci Yeni Moda Aşklar                                             | Kağan Kök Kum Resmi | *                                                                  | * | *                                 | Arslan Kaçar Bir Çuval Karanlık Serdar Kazak Sevmiş Olduğum Herşey |
| 1996 | Burhan Günel Çiçekler Korunağı                                            | Ayla Kutlu Mekruh Kadınlar Mezarlığı                                      | Sina Akyol Meğer Söz Gümüş Aydın Afacan Itır ve Güneş                                                                          | *                                                                  | * | *                                 | Hasan Öztürk Koridor                                               |
| 1997 | Hakan Akdoğan Nü Peride                                                   | Erendiz Atasü Taş Üstüne Gül Oyması                                       | Ali Enver Ercan Geçtiği Her Şeyi Öpüyor Zaman Derya Çolpan Ses Sözden Eksilince                                                | *                                                                  | * | *                                 | Hasan Öztürk Hücre Ayla Kutlu Kargalar                             |
| 1998 | Ahmet Altan Kılıç Yarası Gibi (Wie ein Schwertstreich)                    | Osman Şahin Mahşer                                                        | Nazmi Ağıl Boşanma Dosyası Mehmet Kâzım Kumpasoğlu Kule                                                                        | *                                                                  | * | *                                 | Mehmet Gökağaç Herşeye Rağmen Dostluk Serap Gedik Figüran          |
| 1999 | Mario Levi İstanbul Bir Masaldı (Istanbul war ein Märchen)                | *                                                                         | Ahmet Uysal Acının Gümüşü | *                                                                  | Pulat Y. Tacar Terör ve Demokrasi | *                                 | *                                                                  |
| 2000 | Zülfü Livaneli Bir Kedi Bir Adam Bir Ölüm (Katze, Mann und Tod)           | *                                                                         | Sennur Sezer Kirlenmiş Kağıtlar                                                                                                | *                                                                  | * | Altan Bal                         | *                                                                  |
| 2001 | Nazlı Eray Aşkı Giyinen Adam                                              | Zeynep Aliye Vahşi Kelebek \|M. Sadık Aslankara Uykusu Sakız              | Raif Özben Asyalı Ayyaş | *                                                                  | * | Yavuz Sevimli                     | *                                                                  |
| 2002 | Tahsin Yücel Yalan                                                        | Osman Şahin Ölüm Oyunları Deniz Topçu Çözülme Zamanı und Altın Umut       | Roni Margulies Saat Farkı Ahmet Necdet Sözer Aşk Ey                                                                            | *                                                                  | * | İhsan Özçelik                     | *                                                                  |
| 2003 | Murat Gülsoy Bu Filmin Kötü Adamı Benim                                   | Ayşe Sarısayın Denizler Dört Duvar                                        | Yılmaz Gruda Marathon | Yavuz Özhan Önür Hüseyin Tanyeri                                   | * | *                                 | *                                                                  |
| 2004 | Burhan Günel Ateş ve Kuğu                                                 | Ethem Baran Dönüşsüz Yolculuklar Sibel K. Türker Öykü Sersemi             | Ahmet Erhan Kaybolmuş Bir Köpek İlanı Tuğrul Keskin Zifir                                                                      | Musa Gümüş                                                         | * | *                                 | *                                                                  |
| 2005 | Yiğit Okur Deniz Taşları                                                  | Sezer Ateş Ayvaz Tamiris'in Gece Kuşları                                  | Ali Püsküllüoğlu Zamansız İsmail Uyaroğlu Lanettayin Bir Şair                                                                  | Muhammet Şengöz Mehmet Ateş Gülcügil                               | Ayla Ödekan Rıfat N. Bali Yazıları ve Röleveleriyle Sedat Çetintaş Anadolu'dan Yeni Dünyaya                                                                     | *                                 | *                                                                  |
| 2006 | Enver Aysever Bir An Bin Parça                                            | Cem Uçan Boşluğun İzinde İlhan Doğruyol Dönüşümler Sevgiye                | Ruşen Hakkı Balkonda Akşamüstü                                                                                                 | Muammer Olcay                                                      | Esra Yakut Zeki Sarıhan Şeyhülislamlık: Yenileşme Döneminde Devlet ve Din Kurtuluş Savaşı Kadınları                                                             | *                                 | *                                                                  |
| 2007 | Mehmet Anıl Pembe Otobüs                                                  | Yavuz Ekinci Sessizlik Kulesi Alper Akçam Kiev’de Aşk                     | Yüksel Pazarkaya Yol Dolayları                                                                                                 | Ali Şur Mustafa Bora                                               | Zuhal Güler Parlak Yaşamın Suyla Dansı: Barajlar ve Sürdürülebilir Kalkınma                                                                                     | *                                 | *                                                                  |
| 2008 | Özcan Karabulut Amida Eğer Sana Gelemezsem Hakan Yaman Fotoğraftaki Kadın | Gönül Çolak Komi ve Kemikler Murat Özyaşar Ayna Çarpması                  | Abdulkadir Budak Mesafe Veysel Çolak Birkaç Kuş, Birkaç Anı                                                                    | Muammer Olcay Ahmet Aykanat (Sonderpreis der Jury an Mehmet Zeber) | Rıfat N. Bali Sarayın ve Cumhuriyetin Dişçibaşısı: Sami Günzberg                                                                                                | *                                 | *                                                                  |
| 2009 | Adnan Gerger Faili Meçhul Öfke                                            | Yekta Kopan Bir Baktım Yoksun Ayşegül Çelik Kağıt Gemiler                 | Metin Demirtaş Türkülerde Gezer Adları                                                                                         | Ali Şur Ahmet Ümit Akkoca                                          | Afife Batur Yıldırım Yavuz Ali Cengizkan Mimar Kemalettin | *                                 | *                                                                  |
| 2010 | Faruk Duman İncir Tarihi                                                  | Erendiz Atasü Hayatın En Mutlu Anı Fadime Uslu Gölgede Yaşamak            | Melisa Gürpınar Gezintiler Ünal Ersözlü Kapıyı Çalıyorum                                                                       | Ahmet Öztürklevent Muammer Olcay                                   | Osman Selim Kocahanoğlu Atatürk’ün Üç Muhalifi (1) Kazım Karabekir Eray Karınca Kız Doğursun Anneler                                                            | Sezgin Güvel Cem Turgay           | *                                                                  |
| 2011 | *                                                                         | *                                                                         | * | Ozan Soydan Hicabi Demirci                                         | * | *                                 | *                                                                  |
| 2012 | Irmak Zileli Eşik                                                         | Seray Şahiner Hanımların Dikkatine                                        | Hüseyin Haydar Doğu Tabletleri                                                                                                 | Şevket Yalaz                                                       | Burak Çelik Hâkimler ve Savcılar Yüksek Kurulu: Yapısal Açıdan Karşılaştırmalı Bir İnceleme İsmail Arda Odabaşı Osmanlı’da Sosyalizm, Kürtçülük ve İttihatçılık | Bülent Suberk                     | *                                                                  |
| 2013 | Sibel K. Türker Hayatı Sevme Hastalığı                                    | Bora Abdo Öteki Kışın Kitabı                                              | Hulki Aktunç und Gültekin Emre Opus Arzu K. Ayçiçek Talidomit                                                                  | Hicabi Demirci Halit Kurtulmuş                                     | Hüner Tuncer Metternich'in Osmanlı Politikası (1815-1848) Mustafa Solak Atatürk'ün Bakanı Şükrü Kaya ve Cumhuriyet Devrimi                                      | Hasan Hulki Muradi Ömer Yağlıdere | *                                                                  |
| 2014 | Mehmet Zaman Saçlıoğlu General Uçtu                                       | Başar Başarır Teklifinizle İlgilenmiyorum                                 | Göngör Tekçe Geçerken Yusuf Alper Yolda                                                                                        | Mehmet Zeber                                                       | Teoman Ergül Vahidettin-Mustafa Kemal Ekseninde Milli Mücadele                                                                                                  | Mustafa Sezer Erkan Kalenderli    | *                                                                  |
| 2015 | Eren Aysan                                                                | Gaye Boralıoğlu Mübarek Kadınlar (Die Frauen von Istanbul)                | Refik Durbaş Bağışla Ziyanımı                                                                                                  | Oğuz Gürel Üç Maymun                                               | Ergün Aybars İstiklal Mahkemeleri | Burak Şenbak Özgürlük             | *                                                                  |
| 2016 | Sema Kaygusuz Barbarın Kahkahası                                          | İnan Çetin Kureyş’in Kurtları Yalçın Tosun Bir Nedene Sunuldum            | Erdal Alova Birinci Çoğul Şarkı                                                                                                | Hicabi Demirci Hukuk Firarda                                       | Gülhan Erkaya Balsoy Kahraman Doktor İhtiyar Acuzeye Karşı / Geç Osmanlı Doğum Politikaları                                                                     | Ümmü Kandilcioğlu                 | *                                                                  |
| 2017 | Başar Başarır Sibop                                                       | Murat Yalçın Pera Mera Abdülkadir Paksoy Şiirin Kıyılarında               | İhsan Tevfik Gözleri Muhacir                                                                                                   | *                                                                  | * | *                                 | *                                                                  |
| 2018 | Enis Batur Göl Yazı                                                       | Yiğit Bener Öteki Düşler                                                  | Küçük İskender Ölen Sevgilimin Şiir Defteri Yücel Kayıran Efsus’a Yolculuk                                                     | *                                                                  | İlyas Küçükcan Öncesi ve Sonrasıyla Çifteler Köy Enstitüsü | *                                 | *                                                                  |
| 2019 | Zeynep Göğüş Işık Ülkesinden                                              | Banu Özyürek Poz Tomris Alpay Gülsün, Agavni. Zilha                       | Âba Müslim Çelik İlhan’ın Paltosu Kanlı Hakan Savlı Kırgın Karnaval                                                            | Fethi Gürcan Mermertaş                                             | Nagehan Tokdoğan Yeni Osmanlıcılık-Hınç, Nostalji, Narsisizm İrfan Özet Fatih-Başakşehir, Muhafazakâr Mahallede İktidar ve Dönüşen Habitus                      | Murat Ayneli                      | *                                                                  |
| 2020 | Ömer F. Oyal Gemide Yer Yok                                               | Murat Çelik Eve Dönmeyen Hayvan Kadri Öztopçu Kimsenin Bilmediği İnsanlar | Gonca Özmen Bile İsteye Mehtap Meral İncirin İçindeki Arı                                                                      | Önder Önerbay                                                      | Şaduman Halıcı Yüzellilik Gazeteciler | Zehra Çöplü                       | *                                                                  |
| 2021 | Gökçer Tahincioğlu Kiraz Ağacı                                            | Mehmet Güreli Şehirli Karınca Aslı Akarsakarya Kayboluş                   | Cevat Çapan Bir Başka Coğrafyadan                                                                                              | *                                                                  | Yaşar Aksoy Gavur Mümin | Hüseyin Opruklu                   | *                                                                  |
| 2022 | Belgin Bıyıkoğlu Dünya Döner Renkler Kalır                                | Kâmil Erdem Yok Yolcu                                                     | Tuğrul Tanyol Gidilmemiş Bir Yol Güray Öz Dinleyin Size Bir Şey Söylüyorum                                                     | Birol Çün                                                          | Mustafa Aktar Rasathane ile Bilimde Yüz Elli Yıl | *                                 | *                                                                  |
| Jahr | Roman                                                                     | Erzählband                                                                | Lyrik | Karikatur                                                          | Sozialwissenschaftliche Studien | Fotografie                        | Drehbuch                                                           |